# Iwan Iwanowitsch Petrow

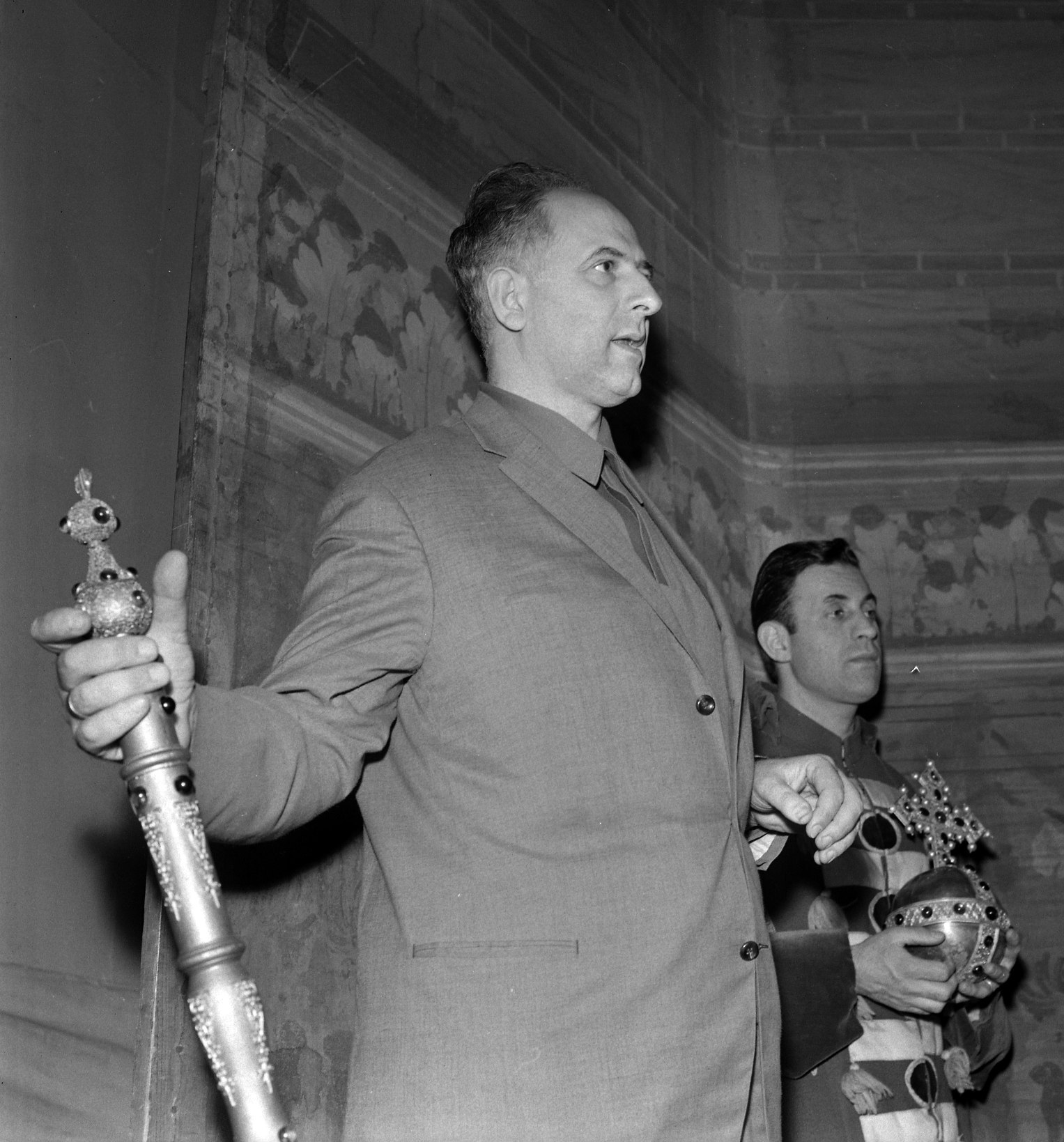
Iwan Petrow in Boris Godunow, 1963

Iwan Iwanowitsch Petrow (russisch Иван Иванович Петров), geborener Hans Krause (* 29. Februar 1920 in Irkutsk; † 26. Dezember 2003 in Moskau) war ein russischer Opernsänger (Bass) deutscher Abstammung.

## Leben
Er studierte in Moskau und debütierte dort 1943. Bis zu seinem freiwillig gewählten Karriereende 1970 galt er als der bedeutendste Bass seines Landes neben bzw. nach Mark Ossipowitsch Reisen. Als technisch und psychologisch vorbildlich gelten seine Interpretationen der Gestalten Iwan Sussanin (Ein Leben für den Zaren, 1960, Dirigent Boris Emmanuilowitsch Chaikin) und Boris Godunow (Boris Godunow, 1962, Dirigent Alexander Melik-Paschajew). 1959 wurde Petrow zum Volkskünstler der UdSSR erhoben.

## Aufnahmen
Nikolai Andrejewitsch Rimski-Korsakow: Die Legende von der unsichtbaren Stadt Kitesch und von der Jungfrau Fewronija, Great Hall 2007